# Ścianka przy Grotce

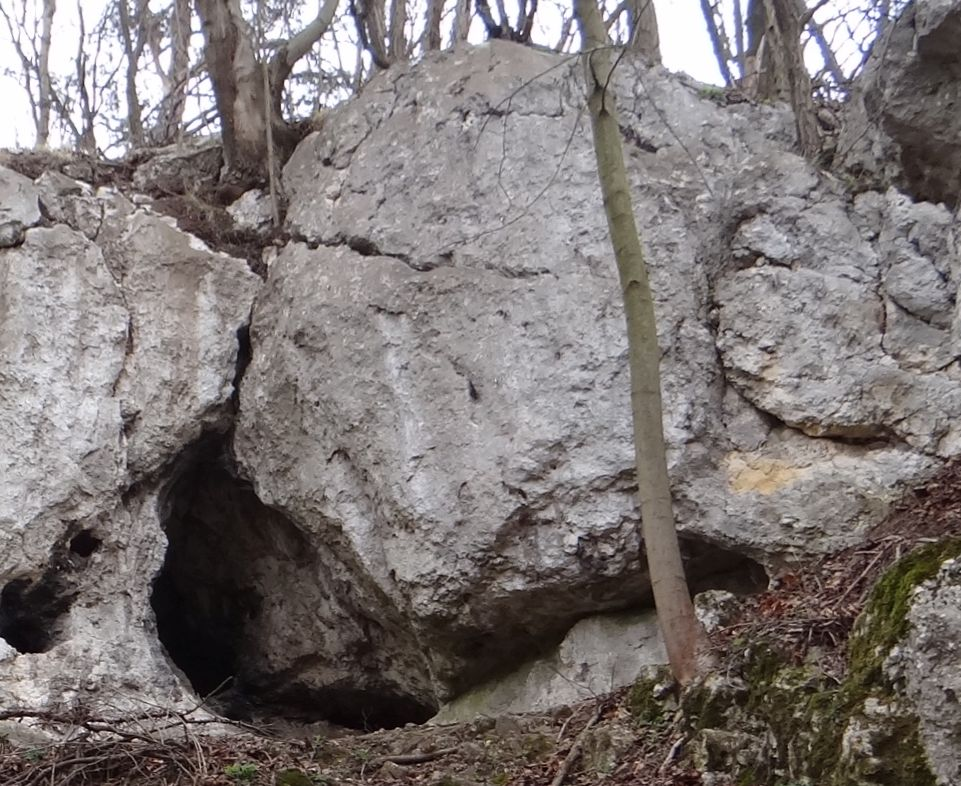

Skała przy Grotce – skała w obrębie wsi Karniowice, w województwie małopolskim, w powiecie krakowskim, w gminie Zabierzów. Znajduje się bezpośrednio na uskoku, jakim Wyżyna Olkuska opada do Rowu Krzeszowickiego (części Wyżyny Krakowsko-Częstochowskiej).
Skała przy Grotce znajduje się w lesie po prawej stronie drogi Karniowice – Kobylany, powyżej pętli autobusowej i Małopolskiego Ośrodka Doradztwa Rolniczego. Jest to jedna z wielu Karniowskich Skał, znajduje się po lewej stronie (patrząc od dołu) Karniowickiej Skały i wyżej. Zbudowana jest z twardego wapienia rogowcowego i ma wysokość 6 m. Uprawiana jest na niej wspinaczka skalna i bouldering. Są dwie drogi wspinaczkowe z zamontowanymi punktami asekuracyjnymi: ringami (r) i stanowiskiem zjazdowym (st). Ściana ma wystawę południową.

## Drogi wspinaczkowe
1. Zwycięska porażka; VI.1+, 2r + st, 6 m
2. Bramkowy remis; VI+/1, 2r + st, 10 m[1].

W Skałce z Grotką jest niewielka jaskinia.